# الجزائر في الألعاب الأولمبية الصيفية 1988
شاركت الجزائر في الألعاب الأولمبية الصيفية 1988 بسيول الكورية ب 42 رياضي في 7 رياضات ولم تحصل أي ميدالية

## المنافسين
فيما يلي قائمة بعدد المتنافسين في الألعاب.
| الرياضة     | رجال | نساء | المجموع |
| ----------- | ---- | ---- | ------- |
| ألعاب القوى | 11   | 2    | 13      |
| الملاكمة    | 6    | –    | 6       |
| الدرجات     | 2    | 0    | 2       |
| كرة اليد    | 14   | 0    | 14      |
| الجودو      | 5    | 1    | 6       |
| التنس       | 0    | 1    | 1       |
| رفع الأثقال | 2    | –    | 0       |
| Total       | 40   | 4    | 44      |